# Get'chu Twisted
Get'chu Twisted è l'unico singolo del rapper Krayzie Bone estratto dall'album "Gemini: Good Vs. Evil". La canzone è stata prodotta da Lil' Jon.
Il video non è stato girato con un budget molto alto, poiché allora Krayzie Bone ebbe dissidi con la Ball'r Records, la casa discografica sotto la quale venne pubblicato il suo ultimo album. Avant vi fa un'apparizione.
Un remix del singolo in collaborazione con Layzie Bone, Wish Bone e Bizzy Bone è presente nell'album.